# The Pictures on My Wall
| Recensione | Giudizio      |
| ---------- | ------------- |
| AllMusic   |               |
| Smash Hits | (molto buono) |

The Pictures on My Wall è il singolo d'esordio del gruppo musicale inglese Echo & the Bunnymen, pubblicato il 5 maggio 1979 a tiratura limitata di 4 000 copie.
Il singolo raggiunse il n° 24 della Official Independent Chart.

## Il disco
Uscito prima che Pete de Freitas entrasse a far parte della band, il singolo venne ri-registrato dopo il suo ingresso e apparve come Pictures on My Wall nell'album Crocodiles del 1980. Nel 1985 il singolo fu anche confezionato in una versione in edizione limitata dell'album Songs to Learn & Sing. Nel 1991 il singolo venne ristampato sull'etichetta Document come maxi singolo su 12" (DV3T) e CD (DC3). Fu nuovamente ristampato nel 1995 su CD dalla Griffin Records (466 1995) con la scritta "Il primo vero singolo degli Echo and the Bunnymen. Precedentemente non disponibile su CD" in caratteri bianchi sulla copertina.

## Tracce
Lato A
1. The Pictures on My Wall - 2:53 (Echo & the Bunnymen)

Lato B
1. Read It in Books - 3:00 (McCulloch, Cope)